# Kerimäki
Kerimäki este o fostă comună din Finlanda.